# Nikab
| Nikab u Jemenu |  | Nikab u Jemenu       |
| Nikab u Jemenu |  | Tzv. polunikab u UAE |

Nikab (arapski: نقاب, "veo" ili "maska") - tkanina kojom neke muslimanske žene Arapskog svijeta pokrivaju lice.
Po pravilu se radi od crne tkanine. Nikab treba razlikovati od ostalih muslimanskih ženskih nošnji, npr. od burke koja za razliku od nikaba pokriva cijelo tijelo, a ne samo lice. Nikab je najviše rasprostranjen u zemljama Arapskog poluotoka kao što su: Saudijska Arabija, Jemen, Katar, Kuvajt, Oman, Bahrein i Ujedinjeni Arapski Emirati.

## Porijeklo
Porijeklo nikaba je predislamsko - Tertulijan je još početkom 3. stoljeća pisao kako Arapkinje u potpunosti prekrivaju lice, ponekad i jedno oko.

## Prisiljavanje, kontroverze i zabrane
Po zakonima šerijata, žene su obavezne nositi samo hidžab, koji za razliku od nikaba pokriva samo kosu. Jusuf Karadavi, islamski teolog, smatra da nošenje nikaba nije obvezno niti poželjan način odijevanja žena islamske vjeroispovijesti.
U Saudijskoj Arabiji, sve muslimanke moraju nositi veo preko lica u svetim mjestima kao što su Meka i Medina. Godine 2008., vjerski poglavar Meke - Muhamed Habadan, pozvao je žene da nose veo koji će im otkrivati samo jedno oko, da bi ostale muslimanke bile obeshrabrene i prestale se šminkati.
U mnogim zemljama, postoji zabrana nošenja nikaba ili burke na javnim mjestima. U bivšoj Jugoslaviji, nošenje nikaba ili prisiljavanje žena na nošenje istog bilo je zabranjeno, u cilju jednakosti između muškaraca i žena. Dana, 24. travnja 2010., belgijske vlasti usvajaju zakon po kojem se zabranjuje nošenje bilo kakvog pokrivala na licu koje bi učinilo lice neprepoznatljivim. Iako se ovdje nisu spominjali burka i nikab, ovaj zakon ih praktično zabranjuje u javnosti. Dana 13. srpnja 2010., francuski parlament također uvodi zabranu nošenja islamskih pokrivala, koje sakrivaju lice.